# Општина Лапушнику Маре (Караш-Северин)
Општина Лапушнику Маре (рум. Comuna Lăpuşnicu Mare) је општина у округу Караш-Северин у Румунији. Седиште општине је насеље Лапушнику Маре, а према попису из 2021. у општини је било 1.427 становника.

## Географија
Општина Лапушнику Маре се налази на југу Баната у југозападној Румунији. Смештена је у западном делу Алмаша у долини реке Нере и њених притока која чини југоисточну и југозападну границу општине. Површина општине износи 12.775,16 хектара.
Границе општине су следеће:
- на северу − варош Анина
- на североистоку − општина Бозовичи
- на југоистоку − општина Далбошец
- на југозападу − општина Шопоту Ноу
- на западу - општина Карбунари и Саска Монтана

Већина територије општине (74%) је део националног парка „Клисура Нере−Беушница” што је највише од свих територијално-административних јединица на којима се налази овај национални парк.

## Становништво
Према попису из 2021. у општини Лапушнику Маре живело је 1.427 становника што је за 220 мање (-13,36%) у односу на попис из 2011. када је било 1.647 становника.
| Етнички састав према попису из 2021.‍ | Етнички састав према попису из 2021.‍ | Етнички састав према попису из 2021.‍ | Етнички састав према попису из 2021.‍ | Етнички састав према попису из 2021.‍ |
| ------------------------------------ | ------------------------------------ | ------------------------------------ | ------------------------------------ | ------------------------------------ |
|                                      |                                      |                                      |                                      |                                      |
| Румуни                               | Румуни                               |                                      | 1.292                                | 90,54%                               |
| Роми                                 | Роми                                 |                                      | 17                                   | 1,19%                                |
| Остали                               | Остали                               |                                      | 2                                    | 0,14%                                |
| Непознато                            | Непознато                            |                                      | 116                                  | 8,13%                                |

### Насеља
Општина се састоји из два насеља, Лапушнику Маре и Мочериш.
| Назив                  | Румунски назив | Становништво | Становништво |
| Назив                  | Румунски назив | 2011.        | 2021.        |
| ---------------------- | -------------- | ------------ | ------------ |
| Лапушнику Маре         |                | 1.093        | 953          |
| Мочериш                |                | 554          | 474          |
| Општина Лапушнику Маре |                | 1.647        | 1.427        |